# Discovery (Soho Party-album)
A Discovery a Soho Party együttes 4. és egyben utolsó stúdióalbuma, mely 1997-ben jelent meg. Az albumról két kislemez látott napvilágot.

## Az album dalai
1. Intro
2. Kéz A Kézben
3. Party (Hey, Hó Mindenki!!!
4. Légy Szabad featuring Falusi Mariann
5. Ibiza Café
6. Utazás
7. Neked Adom A Szívem
8. Nem Számít
9. A Világ Csak Veled Szép
10. Miért Sírsz?
11. Kéz A Kézben (Extended Mix)
12. I Like D'N'B

## Közreműködő előadók
- Falusi Mariann - vokál
- Micheller Myrtill - vokál
- Betty Love - vokál
- Gajda László - remixek